# グランドメゾン星が丘山手
グランドメゾン星が丘山手 （グランドメゾンほしがおかやまて） は、愛知県名古屋市千種区星が丘山手にあるタワーマンションである。

## 概要
A棟からD棟の共同住宅部分と駐車場棟からなる。A棟は地上23階の規模で、星ヶ丘地区ではアーバンラフレ星ヶ丘10号棟に次ぐ超高層建築物である。
周囲にさえぎるものがない立地を生かし、太陽光発電と風力発電の設備を導入して屋外の照明の一部に利用したり、駐車場棟に壁面緑化を施したりして、環境負荷を低減させる取り組みをしている。

## 歴史
1960年代から現在マンションが存在する土地（田代町字瓶杁60-2、60-15、60-23の一部）にはゴルフ練習場が存在していた。
2005年（平成17年）6月に建築基準法に基づく団地認定を受けた。
着工前の2005年（平成17年）9月に町名変更が行われ、住所表記が田代町から星が丘山手に変更となる。
2005年（平成17年）11月に着工し、2007年12月に竣工した。

## アクセス
- 名古屋市営地下鉄東山線 星ヶ丘駅より徒歩で約3分。